# Tamba usurpatalis
Tamba usurpatalis är en fjärilsart som beskrevs av Walker 1858. Tamba usurpatalis ingår i släktet Tamba och familjen nattflyn. Inga underarter finns listade i Catalogue of Life.